# 王成宗
王成宗（英語：Ong Seng Chong，1945年—2021年2月22日），马来西亚柔佛州居銮人、居銮教育界及乡团领袖，曾于2011年至2015年担任居銮中华中学（銮中）董事长。他也先后在居銮多个团体担任要职。2013年銮中陈诗圣校长去世后，王成宗出任由居銮华社成立的治丧委员会主席。
2021年2月22日，王成宗去世。

## 生平
1945年，王成宗出生于柔佛州居銮，就读于中华学校、中英小学及中华中学，1963年銮中高中第五届毕业校友，1964年负笈台湾国立成功大学修读工商管理。1969年至1977年间任马婆金融及中马金融经理。1977年至1980年间出任香港嘉华银行行政部高级经理。1982年筹组家族公司，从事屋业发展至2000年退休。
王成宗是居銮县发展华小工委会创会人，担任主席近30年（1987年至2017年），亦是居銮留台同学会长、居銮永春公会会长、 居銮棋会创会会长，先后在居銮多个团体任要职，并曾任马来西亚永春联合会副总会长、柔佛永春总会会长、居銮中华学校校友会会长。
1987年加入居銮中华中学董事部，成为董事一员。1989年至1994年，任居銮中华学校校友会会长。2010年至2011年，任銮中董事会赞助人主任。

## 居銮中华中学董事长（2011-2015）
在他担任銮中董事长期间，董事部拟定《銮中未来发展大篮图》，以解决学生活动空间不敷使用的窘境，这其中包括建设活动中心及体育馆。
2012年1月4日，王成宗在銮中开学礼上宣布，该校将推展两项大型计划，其一是耗资500万令吉兴建学生活动中心及体育馆，以及推动100万令吉銮中基金。
2012年3月8日，王成宗在令金表示，为了銮中的永续发展，将成立銮中基金会，以作为銮中未来进行各项教育发展的强大经济后援。
2014年，他呼吁銮中学生养成惜福节俭的好习惯。
王成宗与銮中前校长陈诗圣私交甚笃。2013年12月，他在陈诗圣车祸身亡后前往哥打丁宜中央医院太平间协助处理后事，并在之后成为治丧委员会主席。他还称銮中能有如此成就为陈诗圣居功甚大。2015年12月，王成宗代表董事部为纪念陈诗圣的銮中“诗圣园”致词。

## 逝世
王成宗于2021年2月22日去世，享年76岁。居銮中华中学校方制作了一支影片以纪念他的贡献。

## 纪念
2022年6月11日，居銮桃源俱乐部成员为以他名字命名的王成宗楼进行揭幕礼。
此外，居銮中华二小也有以他名字命名的王成宗司令台。

## 个人生活
王成宗与妻子李佳英育有1男4女，子女皆毕业于居銮中华中学，长子王培荣于2023年出任该校董事长。

## 名言
“人只有为自己同时代人的完善，为他们的幸福而工作，他才能达到自身的完善。”